# Trắc địa thiên văn
Trắc địa thiên văn học hay trắc địa thiên văn là việc áp dụng các phương pháp thiên văn vào các mạng lưới và các dự án kỹ thuật của trắc địa.
Các chủ đề quan trọng nhất là:
- Thiết lập hệ thống đo đạc trắc địa (ví dụ ED50) hoặc tại các cuộc thám hiểm
- vị trí biểu kiến của các ngôi sao, và chuyển động riêng của chúng
- điều hướng thiên văn chính xác
- xác định trắc địa thiên văn geid
- mô hình hóa khối lượng riêng đá của địa hình và các lớp địa chất ở tầng dưới
- Đo đạc vệ tinh bằng cách sử dụng nền của các ngôi sao
- Giám sát vòng quay Trái đất và dao động cực
- Đóng góp cho hệ thống thời gian của vật lý và khoa học địa chất

Các kỹ thuật đo lường quan trọng là:
- Xác định vĩ độ và kinh độ của máy kinh vĩ, cự kế, thước trắc tinh hoặc máy ảnh thiên đỉnh
- Vị trí thời gian và ngôi sao bằng cách quan sát quá cảnh của các ngôi sao, ví dụ như các vòng tròn kinh tuyến (trực quan, ảnh hoặc CCD)
- Số đo phương vị 
  - cho định hướng chính xác của mạng lưới trắc địa
  - cho sự biến đổi lẫn nhau giữa phương pháp mặt đất và không gian
  - để cải thiện độ chính xác bằng "điểm Laplace" tại các điểm cố định đặc biệt
- Đo độ lệch dọc và sử dụng của chúng 
  - trong xác định Geoid
  - trong toán học giảm các mạng lưới rất chính xác
  - cho các mục đích địa vật lý và địa chất (xem ở trên)
- Phương pháp không gian hiện đại 
  - VLBI với các nguồn vô tuyến (chuẩn tinh)
  - Chiêm tinh của các ngôi sao bằng cách quét các vệ tinh như Hipparcos hoặc Gaia tương lai.

Độ chính xác của các phương pháp này phụ thuộc vào thiết bị và bước sóng quang phổ của nó, phương pháp đo hoặc quét, lượng thời gian (so với nền kinh tế), tình hình khí quyển, độ ổn định của độ bền bề mặt. vệ tinh, về hiệu ứng cơ học và nhiệt độ cho thiết bị, về kinh nghiệm và kỹ năng của người quan sát và về độ chính xác của các mô hình toán học vật lý.
Do đó, độ chính xác đạt từ 60" (điều hướng, ~ 1 dặm) đến 0,001" và tốt hơn (một vài cm; vệ tinh, VLBI), ví dụ:
- các góc (độ lệch dọc và góc phương vị) ± 1 "lên đến 0,1"
- xác định Geoid & hệ thống chiều cao 5 cm lên đến 0,2   cm
- vị trí lat/long và sao thiên văn ± 1 "lên tới 0,01"
- Vị trí sao HIPPARCOS ± 0,001 "
- Vị trí chuẩn tinh của VLBI và các cực quay của Trái đất 0,001 đến 0,0001 "(cm... mm)